# Quarterback titolari dei New York Jets
Questi quarterback sono partiti come titolari per i New York Jets della National Football League. Sono inseriti in ordine di data a partire dalla prima partenza come titolari nei Jets.

## Quarterback titolari
Lista di tutti i quarterback titolari dei New York Jets. Il numero tra parentesi indica il numero di gare da titolare giocate nella stagione:

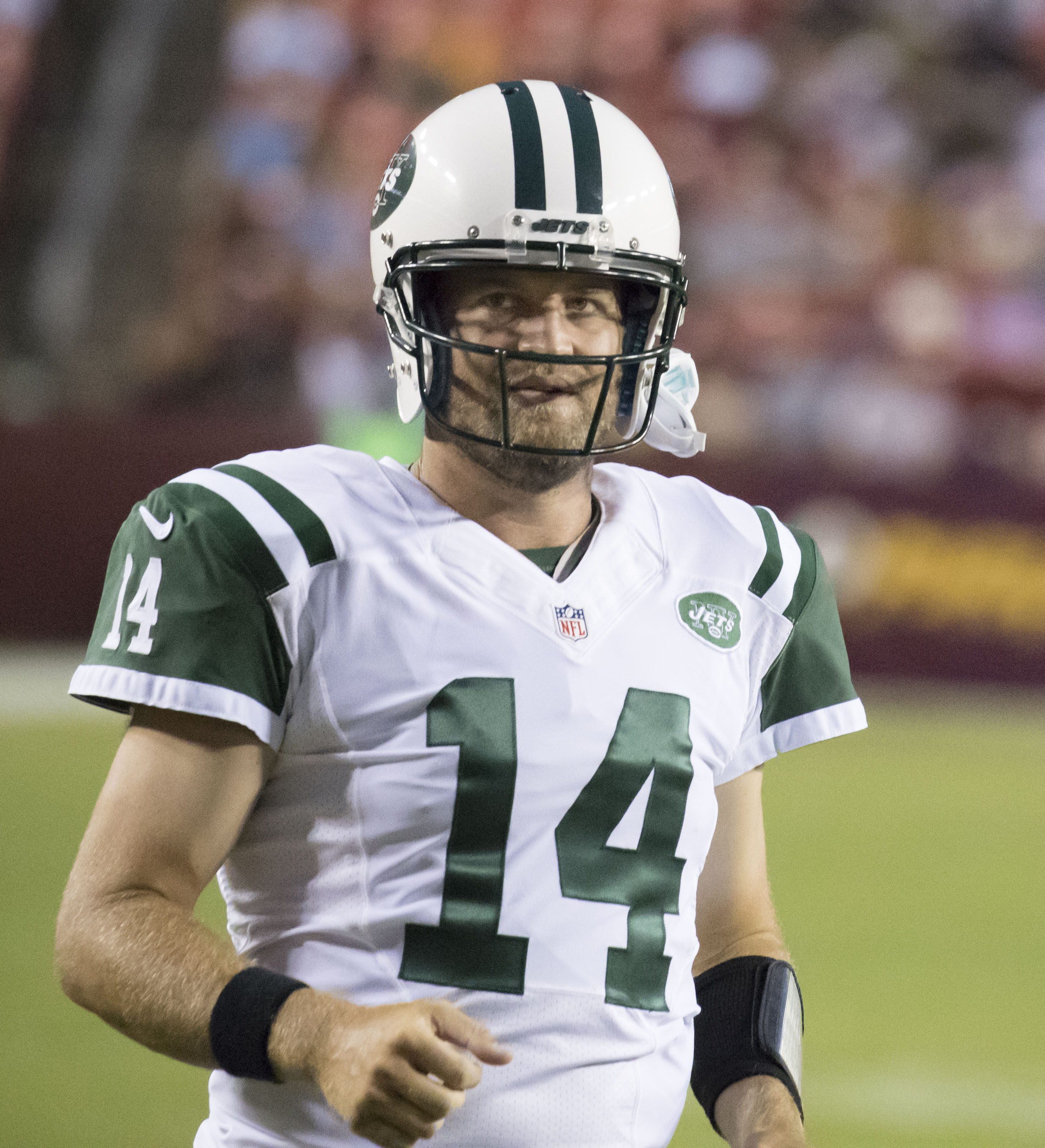
Ryan Fitzpatrick, 2015-2016

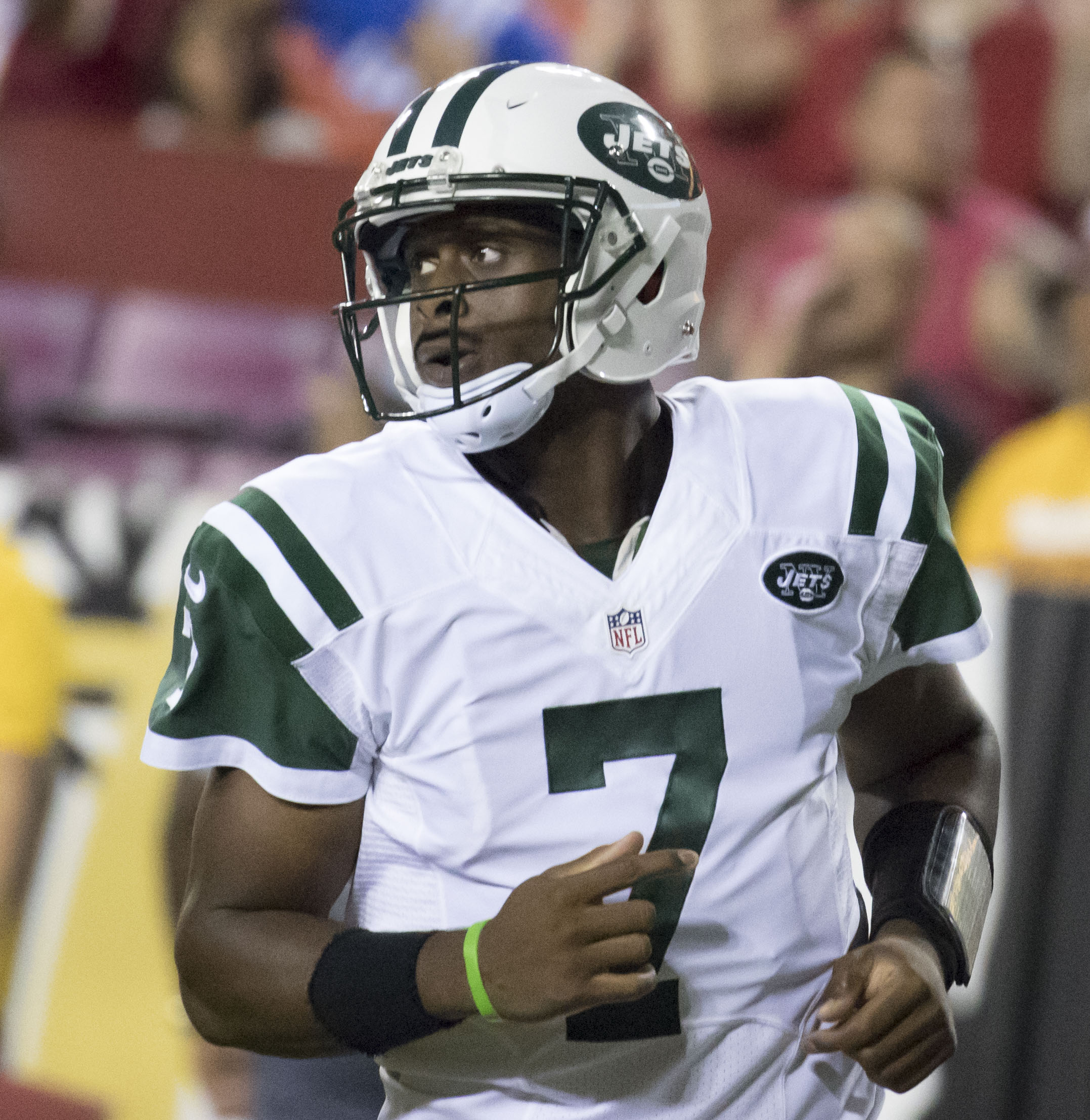
Geno Smith, 2013-2016

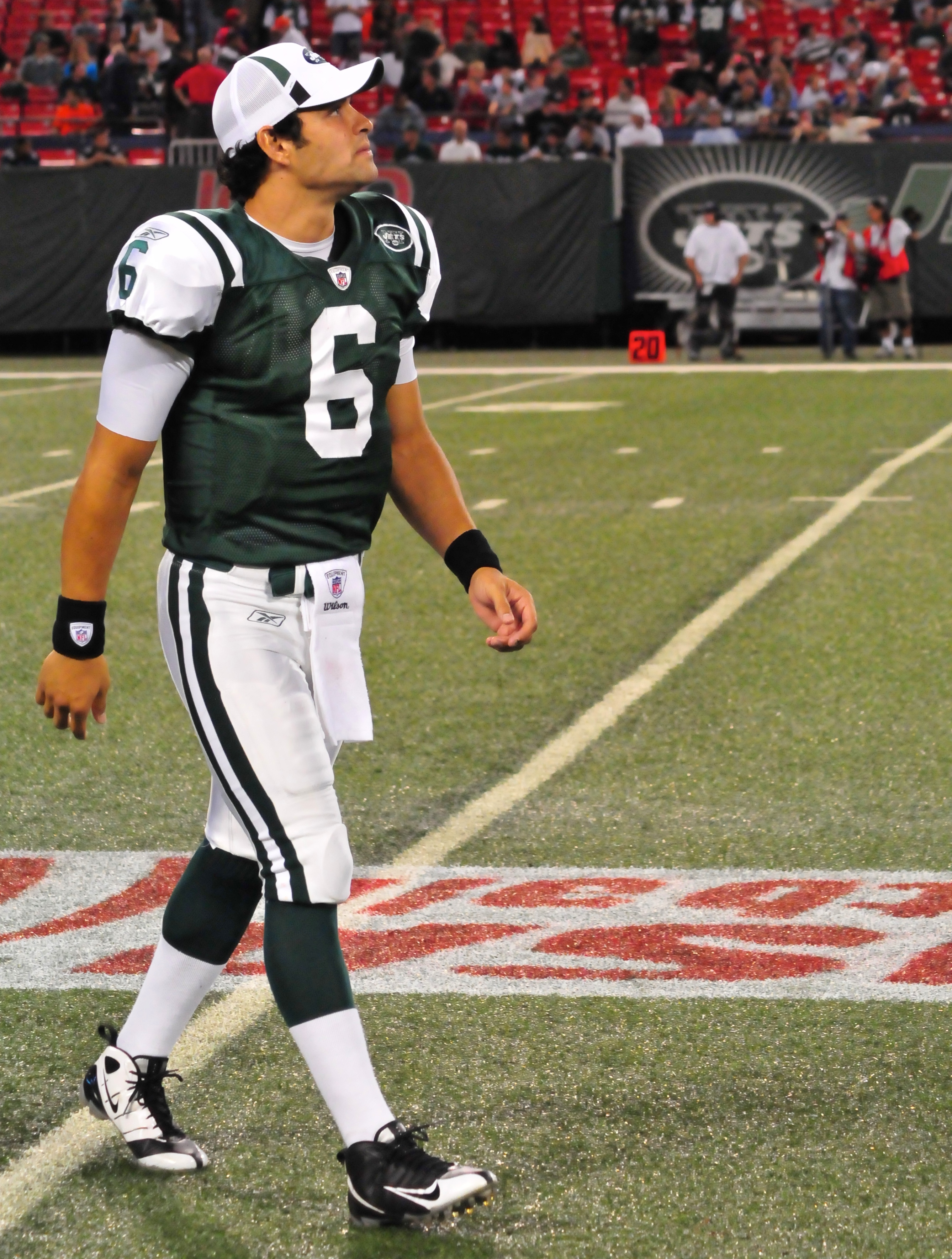
Mark Sanchez, 2009-2012

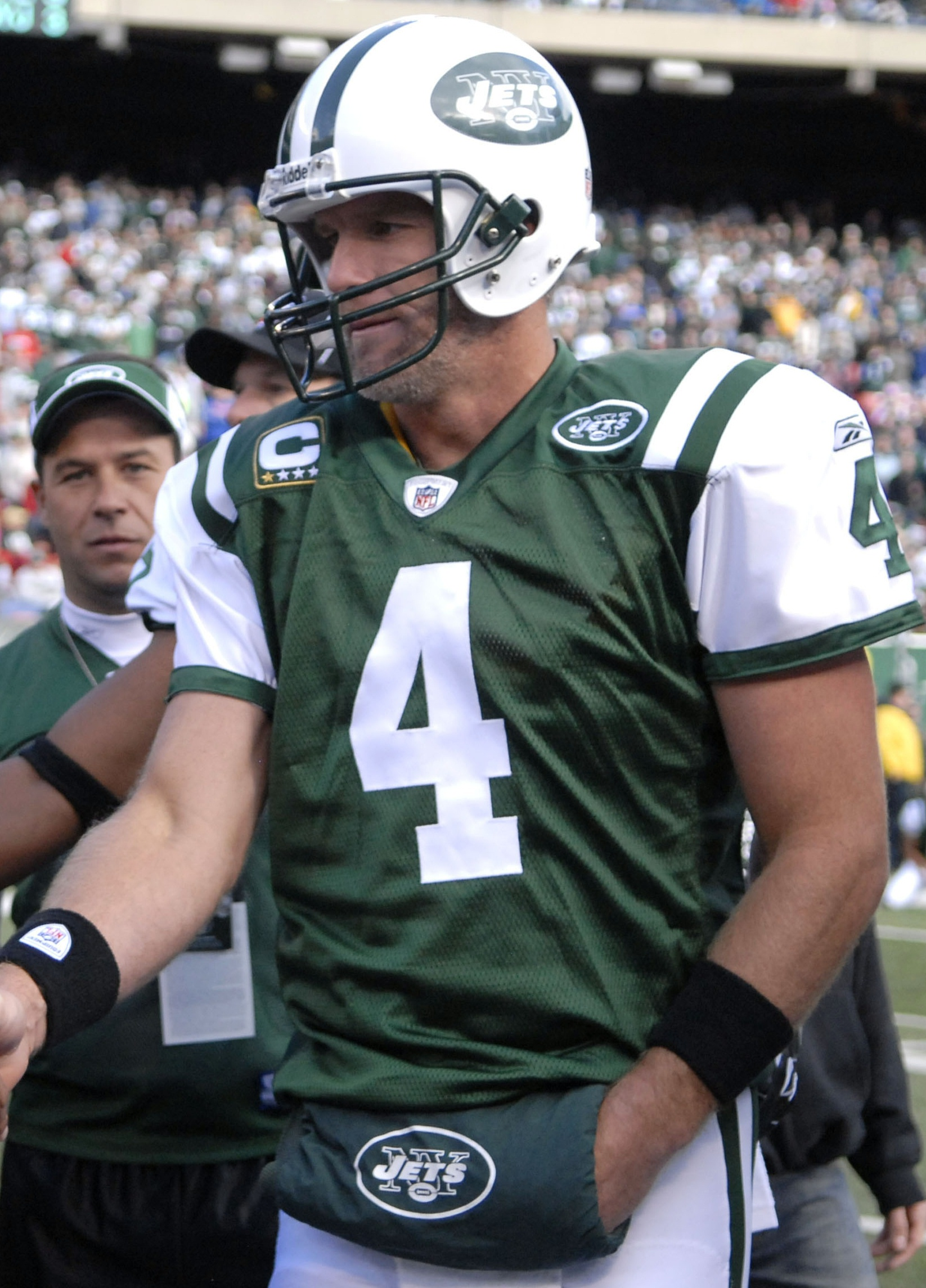
Brett Favre, 2008

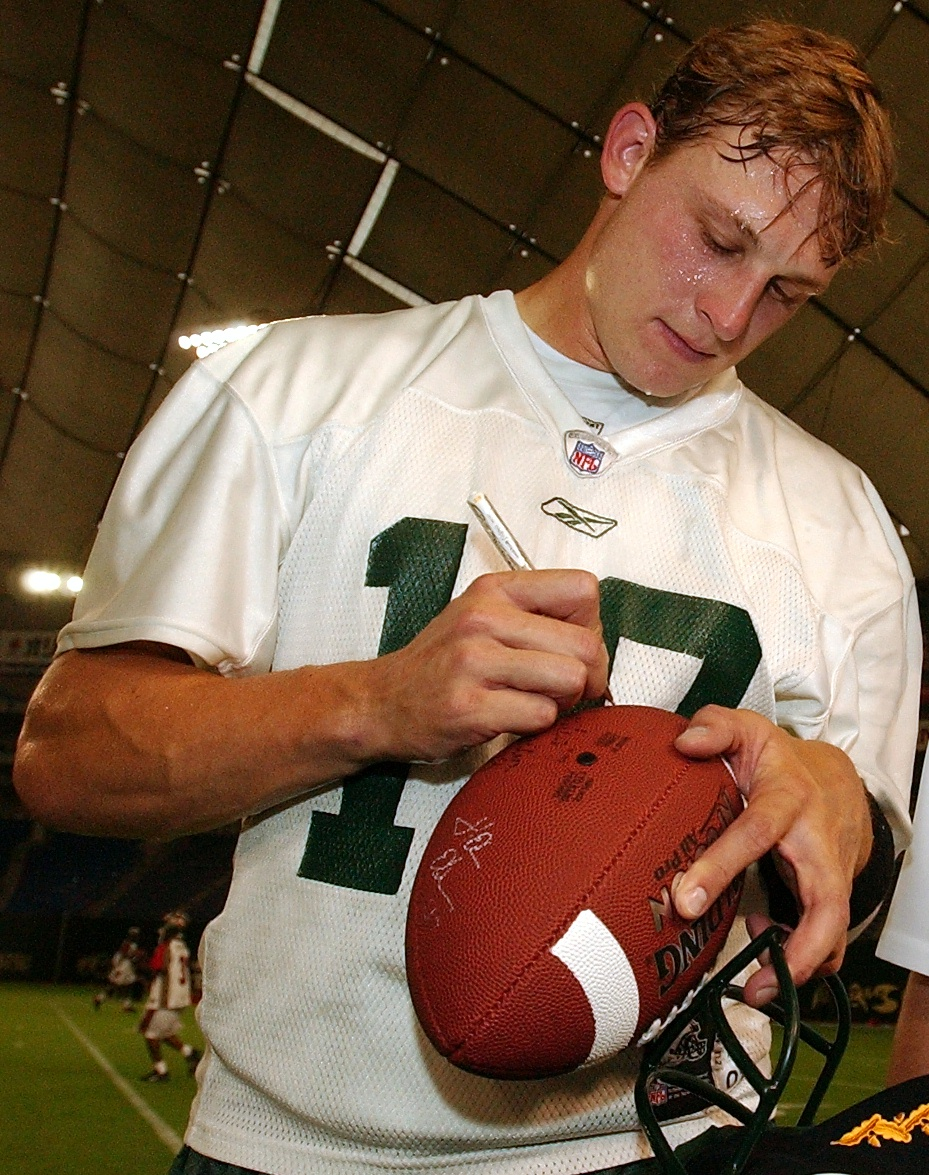
Chad Pennington, 2002-2007

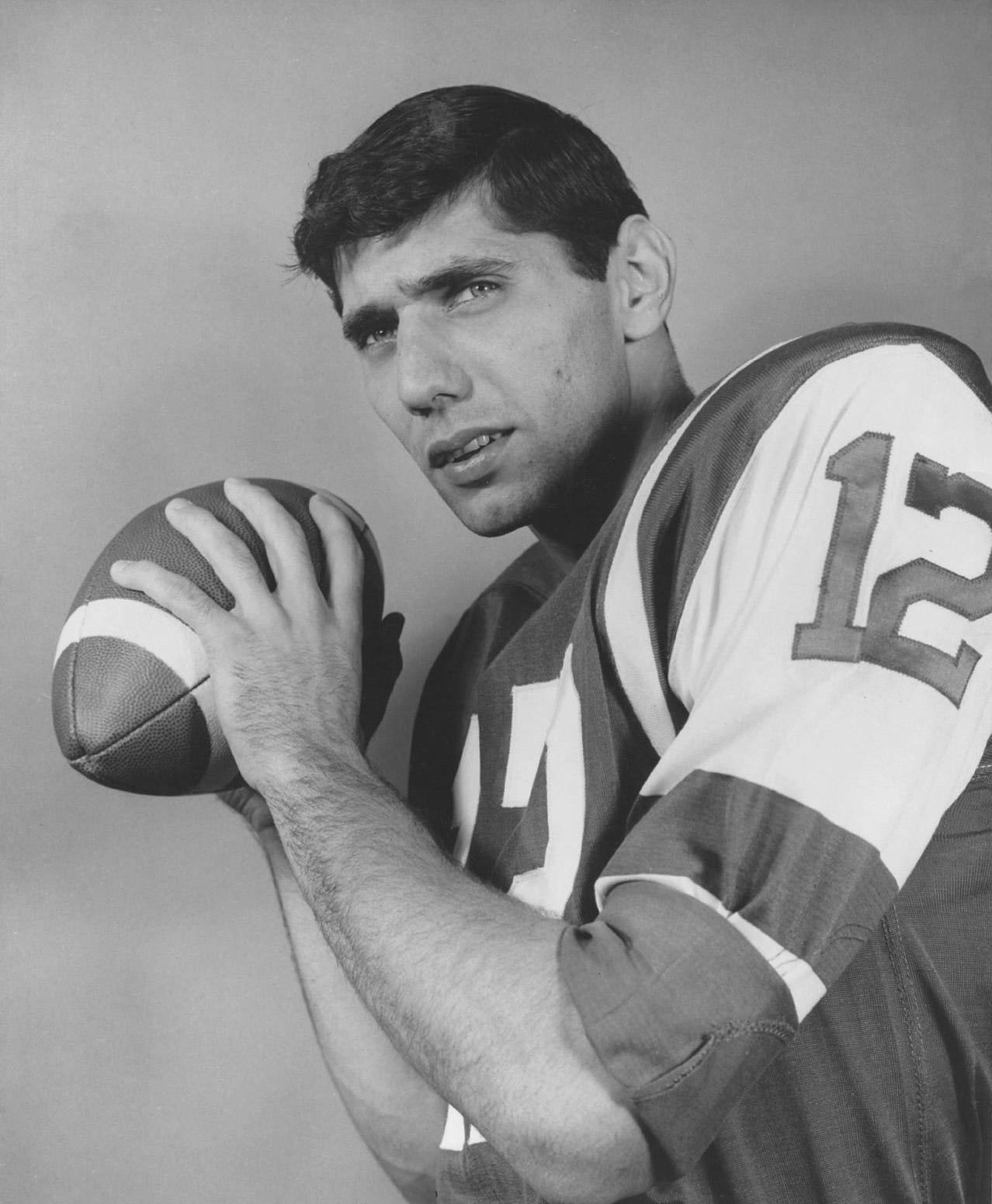
Joe Namath, 1965-1976

### Stagione regolare
| Quarterback titolari dei New York Jets |                                                                    |
| Stagione                               | Quarterback                                                        |
| 2018                                   | Sam Darnold (13) / Josh McCown (3)                                 |
| 2017                                   | Josh McCown (13) / Bryce Petty (3)                                 |
| 2016                                   | Ryan Fitzpatrick (11) / Geno Smith (1) / Bryce Petty (4)           |
| 2015                                   | Ryan Fitzpatrick (16)                                              |
| 2014                                   | Geno Smith (13) / Michael Vick (3)                                 |
| 2013                                   | Geno Smith (16)                                                    |
| 2012                                   | Mark Sanchez (15) / Greg McElroy (1)                               |
| 2011                                   | Mark Sanchez (16)                                                  |
| 2010                                   | Mark Sanchez (16)                                                  |
| 2009                                   | Mark Sanchez (15) / Kellen Clemens (1)                             |
| 2008                                   | Brett Favre (16)                                                   |
| 2007                                   | Chad Pennington (8) / Kellen Clemens (8)                           |
| 2006                                   | Chad Pennington (16)                                               |
| 2005                                   | Brooks Bollinger (9) / Vinny Testaverde (4) / Chad Pennington (3)  |
| 2004                                   | Chad Pennington (13) / Quincy Carter (3)                           |
| 2003                                   | Chad Pennington (9) / Vinny Testaverde (7)                         |
| 2002                                   | Chad Pennington (12) / Vinny Testaverde (4)                        |
| 2001                                   | Vinny Testaverde (16)                                              |
| 2000                                   | Vinny Testaverde (16)                                              |
| 1999                                   | Ray Lucas (9) / Rick Mirer (6) / Vinny Testaverde (1)              |
| 1998                                   | Vinny Testaverde (13) / Glenn Foley (3)                            |
| 1997                                   | Neil O'Donnell (14) / Glenn Foley (2)                              |
| 1996                                   | Frank Reich (7) / Neil O'Donnell (6) / Glenn Foley (3)             |
| 1995                                   | Boomer Esiason (12) / Bubby Brister (4)                            |
| 1994                                   | Boomer Esiason (14) / Jack Trudeau (2)                             |
| 1993                                   | Boomer Esiason (16)                                                |
| 1992                                   | Browning Nagle (13) / Ken O'Brien (3)                              |
| 1991                                   | Ken O'Brien (16)                                                   |
| 1990                                   | Ken O'Brien (16)                                                   |
| 1989                                   | Ken O'Brien (12) / Tony Eason (2) / Pat Ryan (1) / Kyle Mackey (1) |
| 1988                                   | Ken O'Brien (12) / Pat Ryan (4)                                    |
| 1987                                   | Ken O'Brien (12) / David Norrie (2) / Pat Ryan (1)                 |
| 1986                                   | Ken O'Brien (14) / Pat Ryan (2)                                    |
| 1985                                   | Ken O'Brien (16)                                                   |
| 1984                                   | Pat Ryan (11) / Ken O'Brien (5)                                    |
| 1983                                   | Richard Todd (16)                                                  |
| 1982                                   | Richard Todd (9)                                                   |
| 1981                                   | Richard Todd (16)                                                  |
| 1980                                   | Richard Todd (16)                                                  |
| 1979                                   | Richard Todd (15) / Matt Robinson (1)                              |
| 1978                                   | Matt Robinson (11) / Richard Todd (5)                              |
| 1977                                   | Richard Todd (11) / Matt Robinson (1) / Marty Domres (2)           |
| 1976                                   | Joe Namath (8) / Richard Todd (6)                                  |
| 1975                                   | Joe Namath (13) / J.J. Jones (1)                                   |
| 1974                                   | Joe Namath (14)                                                    |
| 1973                                   | Al Woodall (6) / Joe Namath (5) / Bill Demory (3)                  |
| 1972                                   | Joe Namath (13) / Bob Davis (1)                                    |
| 1971                                   | Bob Davis (7) / Al Woodall (4) / Joe Namath (3)                    |
| 1970                                   | Al Woodall (9) / Joe Namath (5)                                    |
| 1969                                   | Joe Namath (14)                                                    |
| 1968                                   | Joe Namath (14)                                                    |
| 1967                                   | Joe Namath (14)                                                    |
| 1966                                   | Joe Namath (14)                                                    |
| 1965                                   | Joe Namath (9) / Mike Taliaferro (5)                               |
| 1964                                   | Dick Wood (13) / Pete Liske (3)                                    |
| 1963                                   | Dick Wood (12) / Galen Hall (2)                                    |
| 1962                                   | Johnny Green (8) / Lee Grosscup (4) / Butch Songin (2)             |
| 1961                                   | Al Dorow (14)                                                      |
| 1960                                   | Al Dorow (13) / Dick Jamieson (1)                                  |